# Зерба (Сирия)
Зерба (араб. الزربة‎) — небольшой город на северо-западе Сирии, расположенный на территории мухафазы Халеб. Входит в состав района Джебель-Семъан. Является административным центром нахии Эз-Зерба.

## Географическое положение
Город находится в западной части мухафазы, на высоте 252 метров над уровнем моря.

Зерба расположена на расстоянии приблизительно 12 километров к юго-западу от Алеппо, административного центра провинции и на расстоянии 284 километров к северо-северо-востоку (NNE) от Дамаска, столицы страны.

## Население
По данным официальной переписи 2004 года численность населения города составляла 4760 человек (2451 мужчина и 2309 женщин).

## Транспорт
Ближайший гражданский аэропорт — Международный аэропорт Алеппо.